# XS Software
XS Software JSCo – bułgarskie przedsiębiorstwo zajmujące się produkcją i wydawaniem gier przeglądarkowych. We wszystkich grach tej firmy zarejestrowało się ponad 40 milionów graczy, a codziennie gra 4 miliony. XS Software operuje w ponad 80 krajach,  w ponad 40 językach i ma więcej niż 100 pracowników. Siedziba XS Software znajduje się w Sofii, Bułgaria.

## Historia

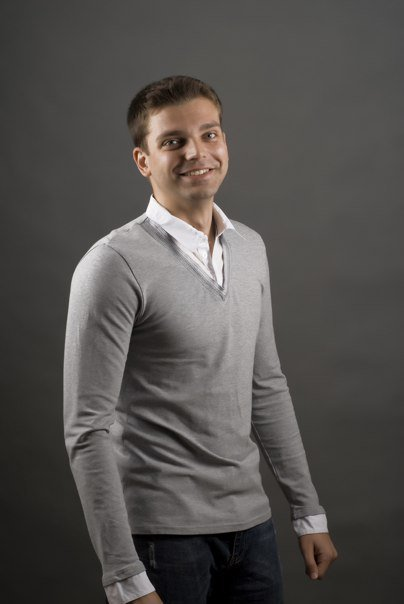
Firma założona w 2004 roku przez Hristo Tenchev (CEO)

Firma powstała w 2004 roku. Założył ją młody przedsiębiorca Hristo Tenchev (CEO), który stworzył pierwszą bułgarską grę przeglądarkową: Bulfleet. Gra okazała się sukcesem, więc zespół rozpoczął pracę nad kolejnymi projektami i firma wciąż rozwijała się.
W 2005 roku pierwsza wersja gry Khan Wars została wydana w Bułgarii. Trzy lata później rozpoczął się proces lokalizacji – powstała polska wersja językowa, wydana przy wsparciu jednego z największy portali horyzontalnych w Polsce, Wirtualnej Polski.
Następnie powstawały kolejne wersje językowe. W roku 2009 XS wydał cztery nowe gry. Gra Khan Wars już wtedy była przetłumaczona na 25 języków i wydana w ponad 50 krajach na całym świecie. W roku 2010 XS Software rozpoczął wydawanie gier na rynkach zagranicznych. Firma przetłumaczyła swoje tytuły na ponad 40 języków i wydała je w 80 krajach.
W roku 2011 XS Software rozpoczął wydawanie gier innych producentów. Pierwszą wydaną grą stała się Sofia Wars. Innymi tytułami wydanymi na licencji w Bułgarii są między innymi Hero Zero, Livada oraz Tearn.
W roku 2013 pojawiła się Andromeda 5, pierwsza gra wykorzystująca silnik Unity. XS Software pracuje nad kilkoma nowymi tytułami, między innymi: RageWar, Tropicalla oraz Amber Bone. Będą to gry wieloplatformowe – na komputery, tablety i telefony.

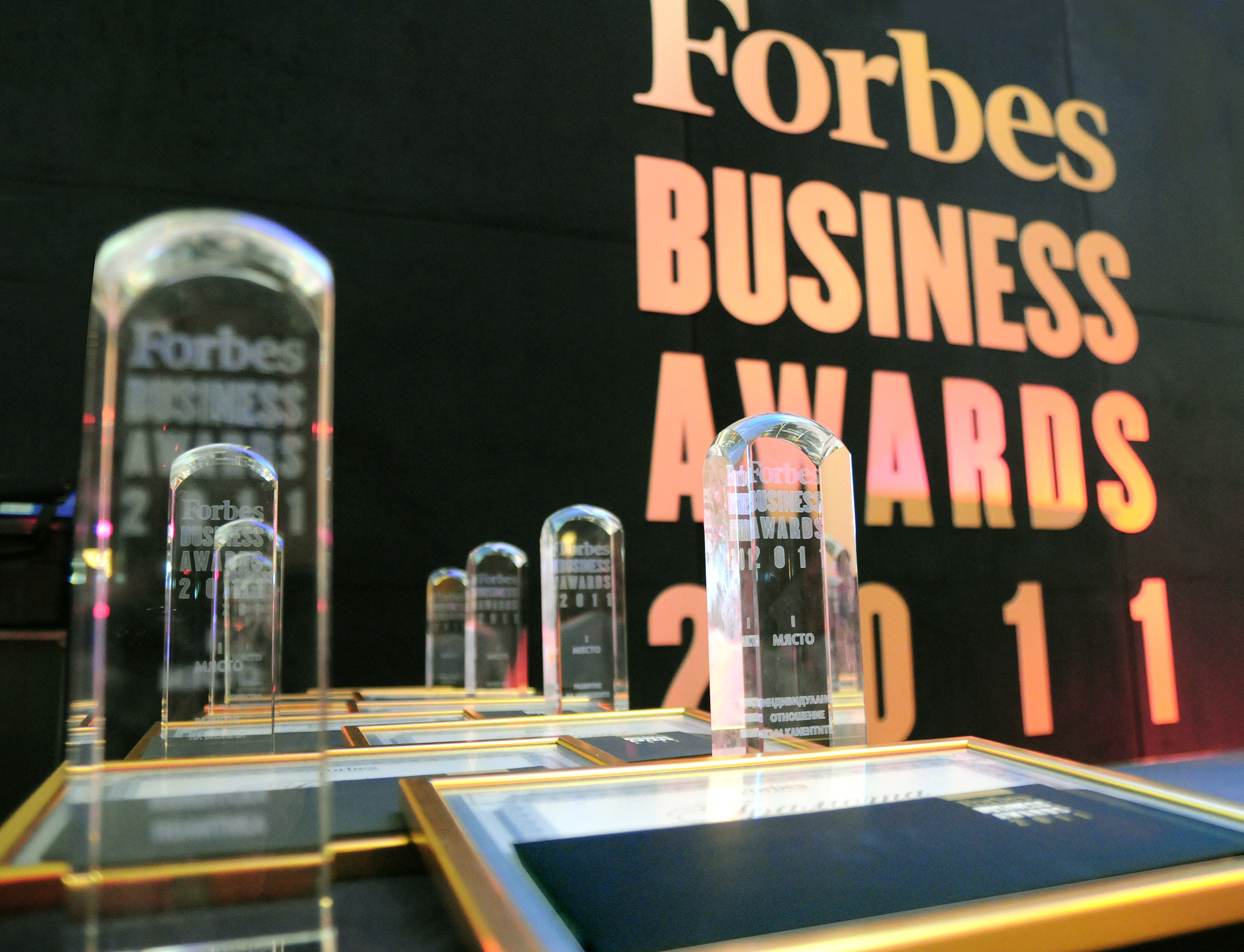
Na gali Forbes Magazine w roku 2011, XS Software został nagrodzony tytułem Pracownika Roku. Zwycięzcą była Nadezhda Danabasheva, VP Games Management./ Photo: XS Software

## Gry
Gry stworzone przez XS Software
- Khan Wars
- Lady Popular (w Polsce jako Arena Mody)
- Nemexia
- Andromeda5
- RageWar
- QuizOff

Gry wydane przez XS Software
- Sofia Wars (w Polsce jako Polwars)
- Taern (w Bułgarii)
- Tropicalla (w Bułgarii)
- Botva (w Bułgarii)
- HeroZero (w Bułgarii)